# Palau-del-Vidre
Palau-del-Vidre (în catalană Palau del Vidre) este o comună în departamentul Pyrénées-Orientales din sudul Franței. În 2009 avea o populație de 2.736 de locuitori.

## Evoluția populației
| An        | 1975  | 1982  | 1990  | 1999  | 2006  | 2009  |
| --------- | ----- | ----- | ----- | ----- | ----- | ----- |
| Populație | 1.417 | 1.738 | 2.004 | 2.117 | 2.545 | 2.736 |